# Frank Meier (Barkeeper)
Frank Meier (* 1884 in Österreich; † 1947) war ein französischer Barkeeper, der zwischen 1921 und 1947 für die Bar des Hôtel Ritz in Paris verantwortlich war, insbesondere zwischen 1940 und 1944 während der deutschen Besetzung Frankreichs im Zweiten Weltkrieg.

## Leben
Der in Österreich geborene Frank Meier verließ Kontinentaleuropa zu Beginn des 20. Jahrhunderts und ging nach London und in die Vereinigten Staaten, wo er bei Charles Mahoney im Hoffman House Hotel in New York die Kunst der Cocktailzubereitung erlernte. Im Ersten Weltkrieg trat er in die Fremdenlegion ein. 1921 erhielt Meier die französische Staatsbürgerschaft und wurde im selben Jahr Barkeeper im Hotel Ritz in Paris.
Zwischen den Weltkriegen galt er als einer der besten Barkeeper der Welt. Zahlreiche Prominente zählten zu den Gästen des Hotels und der von Meier geführten Bar, darunter Coco Chanel, Jean Cocteau, Ella Fitzgerald, Sacha Guitry und Ernest Hemingway.
Während der deutschen Besetzung von Paris diente das Hotel Ritz als Hauptquartier für hochrangige NS-Würdenträger in Paris, blieb aber weiterhin für die Öffentlichkeit zugänglich. In dieser Zeit soll Frank Meier als „Briefkasten“ für die Übermittlung geheimer Botschaften bezüglich der Operation Walküre gedient haben.

## In der Literatur
Frank Meiers Geschichte ist Gegenstand des historischen Romans Der Barkeeper des Ritz von Philippe Collin, der darin über die Zeit berichtet, als Frank Meier im Zweiten Weltkrieg Barkeeper im Ritz war. Der Roman stieß in Frankreich auf großes Interesse und gehörte dort 2024 zu den meistverkauften Büchern.